# Huinalá
Huinalá es una población en el estado de Nuevo León, México. Situada en el Municipio de Apodaca, fue durante mucho tiempo una hacienda aislada del trajín de la zona de Monterrey y su área conurbada, que se dedicaba a la agricultura y a la ganadería. Forma parte de los siete poblados originales que fundaron Apodaca: Huinalá, La Encarnación, Agua Fría, Santa Rosa, San Miguel, El Mezquital y la misma cabecera municipal Apodaca. Es conocida por sus dulces y sus productos lácteos.

## Desarrollo
Esta zona se extiende desde la carretera federal número 52 Monterrey - Miguel Alemán, desde el norte hasta el sur, limitando con el municipio de Guadalupe. Al oeste limita con otros antiguos pueblos como el pueblo de San Miguel, y con Encarnación de Díaz, también conocido como «La Chona». Al este se extiende más allá de los límites del municipio de Pesquería, en el que se encuentra la CCCIII, «central de ciclo combinado #3 Huinalá». 
A comienzos del siglo XXI y debido al crecimiento urbanístico de Monterrey, Huinalá se integró al núcleo urbano de Monterrey.
La zona se destaca por su actividad industrial y por complejos de unidades habitacionales. 
La antigua hacienda de Huinalá está comunicada por varias carreteras, entre ellas: Carretera Huinalá-San Miguel, con el poblado de San Miguel; carretera Huinalá - Pesquería, con el poblado de Dulces Nombres y la cabecera municipal de Pesquería; carretera Huinalá -Apodaca, con la cabecera municipal y la colonia Pueblo Nuevo; Porfirio Díaz (antiguo camino Monterrey-Huinalá), con la colonia la Noria; y la carretera Huinalá-Villa Juárez. 
En el centro del poblado hay una plaza con kiosco, y una capilla. Se celebra la misa de gallo al santo patrono San José a finales del mes de marzo, con feria popular, expresiones religiosas, danzas, kermeses, grupos en vivo, etcétera. El poblado también cuenta con todos los servicios, así como una ruta urbana que lleva el nombre del mismo. Es atravesado por el arroyo Cantúes que después se une al Río Pesquería. Huinalá es una zona en crecimiento demográfico e industrial.
Durante los años 90, Huinalá fue conocido por el «Rodeo de Medianoche», centro donde se daban competencias de monta de toro, demostraciones ecuestres, bailes y espectáculos, actualmente cerrado. En la zona también se encuentran centros comerciales como la Plaza Comercial Huinalá (Soriana Híper, Coppel, Banamex, etc.). Bodega Aurrera Pueblo Nuevo en el Fraccionamiento Parque Industrial Huinalá, Plaza Bella Huinalá (Mi Tienda del Ahorro). Plaza Altea Huinalá (Bodega Aurrera, IHOP, Carl's Jr., Subway) y donde también se ubica el «Centro Zapatero Huinalá».